# ميتسونوري كيمورا
ميتسونوري كيمورا (باليابانية: 木村充伯؛ بالكانا: きむら みつのり) هو نحات ياباني، ولد في 1983 في شيزوكا في اليابان.

## وصلات خارجية
- الموقع الرسمي